# Häiriötekijä
Pour plus de détails, voir Fiche technique et Distribution.
Häiriötekijä est un film finlandais réalisé par Aleksi Salmenperä, sorti en 2015.

## Synopsis
Dix histoires qui semble avoir un sujet commun.

## Fiche technique
- Titre : Häiriötekijä
- Réalisation : Aleksi Salmenperä
- Scénario : Aleksi Salmenperä, Samu Heikkilä et Jani Volanen d'après sa pièce de théâtre coécrite avec Elena Leeve, Tommi Korpela, Pirjo Lonka, Elina Knihtilä, Eero Ritala et Lotta Kaihua
- Photographie : Heikki Färm
- Montage : Samu Heikkilä
- Production : Yrjö Nieminen et Mikko Tenhunen
- Société de production : Mjölk Movies
- Pays de production :  Finlande
- Genre : Comédie
- Durée : 85 minutes
- Dates de sortie : 
  - Finlande : 11 septembre 2015

## Distribution
- Tommi Korpela : l'agent immobilier / Ukko / Mies / Kristian / Makkonen / Mads / Benny / Jeesus
- Elina Knihtilä : Äiti / Ulla / saint Elined
- Eero Ritala : Marko / Leo / Jonathan / Virkailija / saint Ecanus
- Lotta Kaihua : Pia / Anne / sainte Lucie
- Pirjo Lonka : Opas / Nainen / sainte Philomène
- Elena Leeve : Leena Niemi / Saara / le visage qui regarde / Miia / sainte Elfeda
- Jani Volanen : Veli Korhonen
- Minna Haapkylä : Liina
- Hannu-Pekka Björkman : Juhis
- Minna Suuronen : Sisäkkö / Marja

## Distinctions
Le film a été nommé pour neuf Jussis et en a reçu trois : meilleure réalisation, meilleur acteur Tommi Korpela et meilleur montage.